# Cratere Macbeth
Macbeth è un cratere sulla superficie di Oberon.